# Метеорологічна служба Фіджі
Метеорологічна служба Фіджі (англ. Fiji Meteorological Service, FMS) — урядова організація Фіджі, що відповідає за прогнозування погоди та базується у місті Наді. З 1995 року служба також є одним з регіональних спеціалізованих метеорологічних центрів, що відповідає за попередження про тропічні циклони на більшій частині південного Тихого океану.